# Paralaea ochrosoma
Paralaea ochrosoma är en fjärilsart som beskrevs av Felder och Alois Friedrich Rogenhofer 1875. Paralaea ochrosoma ingår i släktet Paralaea och familjen mätare. Inga underarter finns listade i Catalogue of Life.